# Gollenahalli, Belur
Gollenahalli là một làng thuộc tehsil Belur, huyện Hassan, bang Karnataka, Ấn Độ.